# Blabomma
Blabomma es un género de arañas araneomorfas de la familia Dictynidae. Se encuentra en Norteamérica y el Este de Asia.

## Lista de especies
Según The World Spider Catalog 12.0:
- Blabomma californicum (Simon, 1895)
- Blabomma flavipes (Chamberlin & Ivie, 1937)
- Blabomma foxi (Chamberlin & Ivie, 1937)
- Blabomma guttatum (Chamberlin & Ivie, 1937)
- Blabomma hexops (Chamberlin & Ivie, 1937)
- Blabomma lahondae (Chamberlin & Ivie, 1937)
- Blabomma oregonense (Chamberlin & Ivie, 1937)
- Blabomma sanctum (Chamberlin & Ivie, 1937)
- Blabomma sylvicola (Chamberlin & Ivie, 1937)
- Blabomma uenoi (Paik & Yaginuma, 1969)
- Blabomma yosemitense (Chamberlin & Ivie, 1937)